# Balanda
Balanda (rusky Баланда) je řeka v Saratovské a Volgogradské oblasti v Rusku. Je dlouhá 164 km. Povodí má rozlohu 1900 km².

## Průběh toku
Protéká územím jihozápadní části Povolžské vrchoviny. Ústí zprava do řeky Medvedica (povodí Donu).

## Vodní režim
Zdroj vody je převážně sněhový.

## Využití
Na řece leží město Kalininsk.